# Геодезический пункт дуги Струве (Рудь)

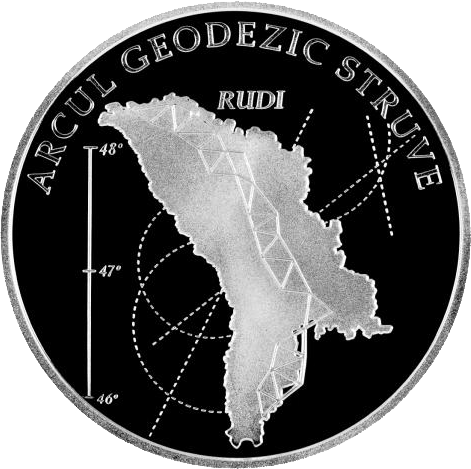

Геодезический пункт дуги Струве (рум. Punctul Geodezic Rudi) — точка геодезической дуги Струве, расположенный в с. Рудь, Молдавия.

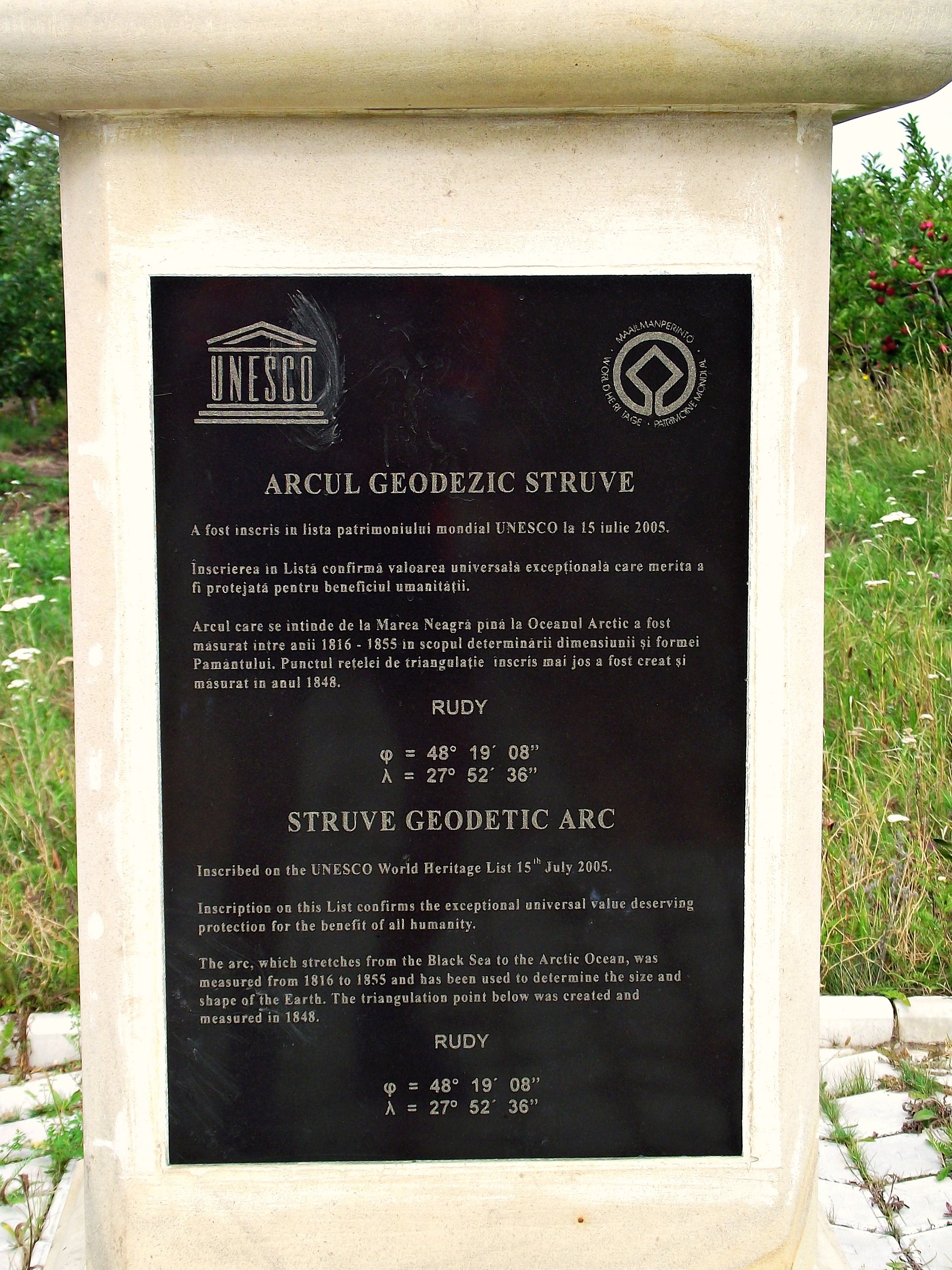

48°19′05″ с. ш. 27°52′35″ в. д. является единственным объектом Всемирного наследия ЮНЕСКО в Молдавии (2005). Пункт находится в яблоневом саду, в 300 метрах от автотрассы Сороки — Отачь.

## История

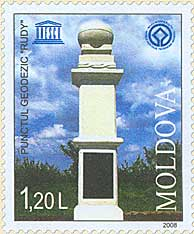

Геодезический пункт в с. Рудь был основан в 1847 году. Изначально на территории современной Молдавии находилось 27 пунктов дуги,  по которым производились обмеры для составления международных карт.
В настоящее время в Молдавии осталась лишь одна точка в селе Рудь.
Обелиск был открыт 17 июня 2006 года.